# Danh sách địa điểm tổ chức Hoa hậu Thế giới
Dưới đây là danh sách các ấn bản các năm và thông tin về cuộc thi Hoa hậu Thế giới.

## Danh sách các địa điểm tổ chức Hoa hậu Thế giới
| 1951 | Thứ 01                                              | Thụy Điển                                           | 29 tháng 7                                          | Nhà hát Lyceum, Luân Đôn                            | Vương quốc Anh                                      | 27                                                  |                                                     |                                                     |                                                     |                                                     |
| 1952 | Thứ 02                                              | Thụy Điển                                           | 14 tháng 11                                         | Nhà hát Lyceum, Luân Đôn                            | Vương quốc Anh                                      | 11                                                  |                                                     |                                                     |                                                     |                                                     |
| 1953 | Thứ 03                                              | Pháp                                                | 19 tháng 10                                         | Nhà hát Lyceum, Luân Đôn                            | Vương quốc Anh                                      | 15                                                  |                                                     |                                                     |                                                     |                                                     |
| 1954 | Thứ 04                                              | Ai Cập                                              | 18 tháng 10                                         | Nhà hát Lyceum, Luân Đôn                            | Vương quốc Anh                                      | 17                                                  |                                                     |                                                     |                                                     |                                                     |
| 1955 | Thứ 05                                              | Venezuela                                           | 21 tháng 10                                         | Nhà hát Lyceum, Luân Đôn                            | Vương quốc Anh                                      | 21                                                  |                                                     |                                                     |                                                     |                                                     |
| 1956 | Thứ 06                                              | Đức                                                 | 15 tháng 10                                         | Nhà hát Lyceum, Luân Đôn                            | Vương quốc Anh                                      | 24                                                  |                                                     |                                                     |                                                     |                                                     |
| 1957 | Thứ 07                                              | Phần Lan                                            | 14 tháng 10                                         | Nhà hát Lyceum, Luân Đôn                            | Vương quốc Anh                                      | 23                                                  |                                                     |                                                     |                                                     |                                                     |
| 1958 | Thứ 08                                              | Nam Phi                                             | 13 tháng 10                                         | Nhà hát Lyceum, Luân Đôn                            | Vương quốc Anh                                      | 22                                                  |                                                     |                                                     |                                                     |                                                     |
| 1959 | Thứ 09                                              | Hà Lan                                              | 10 tháng 10                                         | Nhà hát Lyceum, Luân Đôn                            | Vương quốc Anh                                      | 37                                                  |                                                     |                                                     |                                                     |                                                     |
| 1960 | Thứ 10                                              | Argentina                                           | 8 tháng 11                                          | Nhà hát Lyceum, Luân Đôn                            | Vương quốc Anh                                      | 39                                                  |                                                     |                                                     |                                                     |                                                     |
| 1961 | Thứ 11                                              | Vương quốc Anh                                      | 9 tháng 11                                          | Nhà hát Lyceum, Luân Đôn                            | Vương quốc Anh                                      | 37                                                  |                                                     |                                                     |                                                     |                                                     |
| 1962 | Thứ 12                                              | Hà Lan                                              | 8 tháng 11                                          | Nhà hát Lyceum, Luân Đôn                            | Vương quốc Anh                                      | 33                                                  |                                                     |                                                     |                                                     |                                                     |
| 1963 | Thứ 13                                              | Jamaica                                             | 7 tháng 11                                          | Nhà hát Lyceum, Luân Đôn                            | Vương quốc Anh                                      | 40                                                  |                                                     |                                                     |                                                     |                                                     |
| 1964 | Thứ 14                                              | Vương quốc Anh                                      | 12 tháng 11                                         | Nhà hát Lyceum, Luân Đôn                            | Vương quốc Anh                                      | 42                                                  |                                                     |                                                     |                                                     |                                                     |
| 1965 | Thứ 15                                              | Vương quốc Anh                                      | 19 tháng 11                                         | Nhà hát Lyceum, Luân Đôn                            | Vương quốc Anh                                      | 48                                                  |                                                     |                                                     |                                                     |                                                     |
| 1966 | Thứ 16                                              | Ấn Độ                                               | 17 tháng 11                                         | Nhà hát Lyceum, Luân Đôn                            | Vương quốc Anh                                      | 51                                                  |                                                     |                                                     |                                                     |                                                     |
| 1967 | Thứ 17                                              | Peru                                                | 16 tháng 11                                         | Nhà hát Lyceum, Luân Đôn                            | Vương quốc Anh                                      | 54                                                  |                                                     |                                                     |                                                     |                                                     |
| 1968 | Thứ 18                                              | Úc                                                  | 14 tháng 11                                         | Nhà hát Lyceum, Luân Đôn                            | Vương quốc Anh                                      | 53                                                  |                                                     |                                                     |                                                     |                                                     |
| 1969 | Thứ 19                                              | Áo                                                  | 27 tháng 11                                         | Royal Albert Hall, Luân Đôn                         | Vương quốc Anh                                      | 50                                                  |                                                     |                                                     |                                                     |                                                     |
| 1970 | Thứ 20                                              | Grenada                                             | 20 tháng 11                                         | Royal Albert Hall, Luân Đôn                         | Vương quốc Anh                                      | 58                                                  |                                                     |                                                     |                                                     |                                                     |
| 1971 | Thứ 21                                              | Brazil                                              | 10 tháng 11                                         | Royal Albert Hall, Luân Đôn                         | Vương quốc Anh                                      | 56                                                  |                                                     |                                                     |                                                     |                                                     |
| 1972 | Thứ 22                                              | Úc                                                  | 1 tháng 12                                          | Royal Albert Hall, Luân Đôn                         | Vương quốc Anh                                      | 53                                                  |                                                     |                                                     |                                                     |                                                     |
| 1973 | Thứ 23                                              | Hoa Kỳ (Tước vương miện.)                           | 23 tháng 11                                         | Royal Albert Hall, Luân Đôn                         | Vương quốc Anh                                      | 54                                                  |                                                     |                                                     |                                                     |                                                     |
| 1974 | Thứ 24                                              | Vương quốc Anh (Tước vương miện)                    | 29 tháng 10                                         | Royal Albert Hall, Luân Đôn                         | Vương quốc Anh                                      | 58                                                  |                                                     |                                                     |                                                     |                                                     |
| 1974 | Thứ 24                                              | Nam Phi (Thay thế)                                  | 29 tháng 10                                         | Royal Albert Hall, Luân Đôn                         | Vương quốc Anh                                      | 58                                                  |                                                     |                                                     |                                                     |                                                     |
| 1975 | Thứ 25                                              | Puerto Rico                                         | 20 tháng 11                                         | Royal Albert Hall, Luân Đôn                         | Vương quốc Anh                                      | 67                                                  |                                                     |                                                     |                                                     |                                                     |
| 1976 | Thứ 26                                              | Jamaica                                             | 18 tháng 11                                         | Royal Albert Hall, Luân Đôn                         | Vương quốc Anh                                      | 60                                                  |                                                     |                                                     |                                                     |                                                     |
| 1977 | Thứ 27                                              | Thụy Điển                                           | 17 tháng 11                                         | Royal Albert Hall, Luân Đôn                         | Vương quốc Anh                                      | 62                                                  |                                                     |                                                     |                                                     |                                                     |
| 1978 | Thứ 28                                              | Argentina                                           | 16 tháng 11                                         | Royal Albert Hall, Luân Đôn                         | Vương quốc Anh                                      | 68                                                  |                                                     |                                                     |                                                     |                                                     |
| 1979 | Thứ 29                                              | Bermuda                                             | 15 tháng 11                                         | Royal Albert Hall, Luân Đôn                         | Vương quốc Anh                                      | 70                                                  |                                                     |                                                     |                                                     |                                                     |
| 1980 | Thứ 30                                              | Đức (Từ bỏ vương miện)                              | 13 tháng 11                                         | Royal Albert Hall, Luân Đôn                         | Vương quốc Anh                                      | 67                                                  |                                                     |                                                     |                                                     |                                                     |
| 1980 | Thứ 30                                              | Guam (Thay thế)                                     | 13 tháng 11                                         | Royal Albert Hall, Luân Đôn                         | Vương quốc Anh                                      | 67                                                  |                                                     |                                                     |                                                     |                                                     |
| 1981 | Thứ 31                                              | Venezuela                                           | 12 tháng 11                                         | Royal Albert Hall, Luân Đôn                         | Vương quốc Anh                                      | 67                                                  |                                                     |                                                     |                                                     |                                                     |
| 1982 | Thứ 32                                              | Cộng hòa Dominican                                  | 18 tháng 11                                         | Royal Albert Hall, Luân Đôn                         | Vương quốc Anh                                      | 68                                                  |                                                     |                                                     |                                                     |                                                     |
| 1983 | Thứ 33                                              | Vương quốc Anh                                      | 17 tháng 11                                         | Royal Albert Hall, Luân Đôn                         | Vương quốc Anh                                      | 72                                                  |                                                     |                                                     |                                                     |                                                     |
| 1984 | Thứ 34                                              | Venezuela                                           | 15 tháng 11                                         | Royal Albert Hall, Luân Đôn                         | Vương quốc Anh                                      | 72                                                  |                                                     |                                                     |                                                     |                                                     |
| 1985 | Thứ 35                                              | Iceland                                             | 14 tháng 11                                         | Royal Albert Hall, Luân Đôn                         | Vương quốc Anh                                      | 78                                                  |                                                     |                                                     |                                                     |                                                     |
| 1986 | Thứ 36                                              | Trinidad và Tobago                                  | 13 tháng 11                                         | Royal Albert Hall, Luân Đôn                         | Vương quốc Anh                                      | 77                                                  |                                                     |                                                     |                                                     |                                                     |
| 1987 | Thứ 37                                              | Áo                                                  | 12 tháng 11                                         | Royal Albert Hall, Luân Đôn                         | Vương quốc Anh                                      | 78                                                  |                                                     |                                                     |                                                     |                                                     |
| 1988 | Thứ 38                                              | Iceland                                             | 17 tháng 11                                         | Royal Albert Hall, Luân Đôn                         | Vương quốc Anh                                      | 84                                                  |                                                     |                                                     |                                                     |                                                     |
| 1989 | Thứ 39                                              | Ba Lan                                              | 22 tháng 11                                         | Trung tâm Triển lãm Hồng Kông                       | Hồng Kông                                           | 78                                                  |                                                     |                                                     |                                                     |                                                     |
| 1990 | Thứ 40                                              | Hoa Kỳ                                              | 8 tháng 11                                          | London Palladium, Luân Đôn                          | Vương quốc Anh                                      | 81                                                  |                                                     |                                                     |                                                     |                                                     |
| 1991 | Thứ 41                                              | Venezuela                                           | 28 tháng 12                                         | Trung tâm Thể thao thế giới, Atlanta, Georgia       | Hoa Kỳ                                              | 79                                                  |                                                     |                                                     |                                                     |                                                     |
| 1992 | Thứ 42                                              | Nga                                                 | 12 tháng 12                                         | Trung tâm giải trí Sun City                         | Nam Phi                                             | 83                                                  |                                                     |                                                     |                                                     |                                                     |
| 1993 | Thứ 43                                              | Jamaica                                             | 27 tháng 11                                         | Trung tâm giải trí Sun City                         | Nam Phi                                             | 81                                                  |                                                     |                                                     |                                                     |                                                     |
| 1994 | Thứ 44                                              | Ấn Độ                                               | 19 tháng 11                                         | Trung tâm giải trí Sun City                         | Nam Phi                                             | 87                                                  |                                                     |                                                     |                                                     |                                                     |
| 1995 | Thứ 45                                              | Venezuela                                           | 18 tháng 11                                         | Trung tâm giải trí Sun City                         | Nam Phi · Các tiểu vương quốc Ả Rập thống nhất      | 84                                                  |                                                     |                                                     |                                                     |                                                     |
| 1996 | Thứ 46                                              | Hy Lạp                                              | 23 tháng 11                                         | Sân vận động M. Chinnaswamy, Bangalore              | Ấn Độ · Seychelles                                  | 88                                                  |                                                     |                                                     |                                                     |                                                     |
| 1997 | Thứ 47                                              | Ấn Độ                                               | 22 tháng 11                                         | Câu lạc bộ Plantation                               | Seychelles                                          | 86                                                  |                                                     |                                                     |                                                     |                                                     |
| 1998 | Thứ 48                                              | Israel                                              | 26 tháng 11                                         | Khu nghỉ dưỡng Lake Berjaya Mahé, Mahé              | Seychelles                                          | 86                                                  |                                                     |                                                     |                                                     |                                                     |
| 1999 | Thứ 49                                              | Ấn Độ                                               | 4 tháng 12                                          | Trung tâm Triển lãm Olympia, Luân Đôn               | Vương quốc Anh                                      | 94                                                  |                                                     |                                                     |                                                     |                                                     |
| 2000 | Thứ 50                                              | Ấn Độ                                               | 30 tháng 11                                         | Millennium Dome, Luân Đôn                           | Maldives · Vương quốc Anh                           | 95                                                  |                                                     |                                                     |                                                     |                                                     |
| 2001 | Thứ 51                                              | Nigeria                                             | 16 tháng 11                                         | Trung tâm giải trí Sun City                         | Nam Phi                                             | 93                                                  |                                                     |                                                     |                                                     |                                                     |
| 2002 | Thứ 52                                              | Thổ Nhĩ Kỳ                                          | 7 tháng 12                                          | Lâu đài Alexandra, Luân Đôn                         | Vương quốc Anh                                      | 88                                                  |                                                     |                                                     |                                                     |                                                     |
| 2003 | Thứ 53                                              | Ireland                                             | 6 tháng 12                                          | Nhà hát Vương miện sắc đẹp, Tam Á                   | Trung Quốc                                          | 106                                                 |                                                     |                                                     |                                                     |                                                     |
| 2004 | Thứ 54                                              | Peru                                                | 4 tháng 12                                          | Nhà hát Vương miện sắc đẹp, Tam Á                   | Trung Quốc                                          | 107                                                 |                                                     |                                                     |                                                     |                                                     |
| 2005 | Thứ 55                                              | Iceland                                             | 10 tháng 12                                         | Nhà hát Vương miện sắc đẹp, Tam Á                   | Trung Quốc                                          | 102                                                 |                                                     |                                                     |                                                     |                                                     |
| 2006 | Thứ 56                                              | Cộng hòa Séc                                        | 30 tháng 9                                          | Tháp Văn hóa và Khoa học, Warszawa                  | Ba Lan                                              | 104                                                 |                                                     |                                                     |                                                     |                                                     |
| 2007 | Thứ 57                                              | Trung Quốc                                          | 1 tháng 12                                          | Nhà hát Vương miện sắc đẹp, Tam Á                   | Trung Quốc                                          | 106                                                 |                                                     |                                                     |                                                     |                                                     |
| 2008 | Thứ 58                                              | Nga                                                 | 13 tháng 12                                         | Trung tâm Sandton Convention, Johannesburg          | Nam Phi                                             | 109                                                 |                                                     |                                                     |                                                     |                                                     |
| 2009 | Thứ 59                                              | Gibraltar                                           | 12 tháng 12                                         | Trung tâm Gallagher Convention, Johannesburg        | Nam Phi                                             | 112                                                 |                                                     |                                                     |                                                     |                                                     |
| 2010 | Thứ 60                                              | Hoa Kỳ                                              | 30 tháng 10                                         | Nhà hát Vương miện sắc đẹp, Tam Á                   | Trung Quốc                                          | 115                                                 |                                                     |                                                     |                                                     |                                                     |
| 2011 | Thứ 61                                              | Venezuela                                           | 6 tháng 11                                          | Trung tâm triển lãm Earls Court, Luân Đôn           | Vương quốc Anh                                      | 113                                                 |                                                     |                                                     |                                                     |                                                     |
| 2012 | Thứ 62                                              | Trung Quốc                                          | 18 tháng 8                                          | Sân vận động Trung tâm Đông Thắng, Nội Mông         | Trung Quốc                                          | 116                                                 |                                                     |                                                     |                                                     |                                                     |
| 2013 | Thứ 63                                              | Philippines                                         | 28 tháng 9                                          | Trung tâm Hội nghị Nusa Dua, Bali                   | Indonesia                                           | 127                                                 |                                                     |                                                     |                                                     |                                                     |
| 2014 | Thứ 64                                              | Nam Phi                                             | 14 tháng 12                                         | Trung tâm Triển lãm Excel London, Luân Đôn          | Vương quốc Anh                                      | 121                                                 |                                                     |                                                     |                                                     |                                                     |
| 2015 | Thứ 65                                              | Tây Ban Nha                                         | 19 tháng 12                                         | Nhà hát Vương miện sắc đẹp, Tam Á                   | Trung Quốc                                          | 114                                                 |                                                     |                                                     |                                                     |                                                     |
| 2016 | Thứ 66                                              | Puerto Rico                                         | 18 tháng 12                                         | Cảng quốc gia MGM, Washington, DC                   | Hoa Kỳ                                              | 117                                                 |                                                     |                                                     |                                                     |                                                     |
| 2017 | Thứ 67                                              | Ấn Độ                                               | 18 tháng 11                                         | Nhà hát Vương miện sắc đẹp, Tam Á                   | Trung Quốc                                          | 118                                                 |                                                     |                                                     |                                                     |                                                     |
| 2018 | Thứ 68                                              | Mexico                                              | 8 tháng 12                                          | Nhà hát Vương miện sắc đẹp, Tam Á                   | Trung Quốc                                          | 118                                                 |                                                     |                                                     |                                                     |                                                     |
| 2019 | Thứ 69                                              | Jamaica                                             | 14 tháng 12                                         | Trung tâm Triển lãm Excel London, Luân Đôn          | Vương quốc Anh                                      | 111                                                 |                                                     |                                                     |                                                     |                                                     |
| 2020 | Cuộc thi bị hoãn do ảnh hưởng của đại dịch COVID-19 | Cuộc thi bị hoãn do ảnh hưởng của đại dịch COVID-19 | Cuộc thi bị hoãn do ảnh hưởng của đại dịch COVID-19 | Cuộc thi bị hoãn do ảnh hưởng của đại dịch COVID-19 | Cuộc thi bị hoãn do ảnh hưởng của đại dịch COVID-19 | Cuộc thi bị hoãn do ảnh hưởng của đại dịch COVID-19 | Cuộc thi bị hoãn do ảnh hưởng của đại dịch COVID-19 | Cuộc thi bị hoãn do ảnh hưởng của đại dịch COVID-19 | Cuộc thi bị hoãn do ảnh hưởng của đại dịch COVID-19 | Cuộc thi bị hoãn do ảnh hưởng của đại dịch COVID-19 |
| 2021 | Thứ 70                                              | Ba Lan                                              | 16 tháng 3, 2022                                    | Hội trường âm nhạc Coca-Cola, San Juan              | Puerto Rico                                         | 97                                                  |                                                     |                                                     |                                                     |                                                     |
| 2022 | Cuộc thi không tổ chức                              | Cuộc thi không tổ chức                              | Cuộc thi không tổ chức                              | Cuộc thi không tổ chức                              | Cuộc thi không tổ chức                              | Cuộc thi không tổ chức                              | Cuộc thi không tổ chức                              | Cuộc thi không tổ chức                              | Cuộc thi không tổ chức                              | Cuộc thi không tổ chức                              |
| 2023 | Thứ 71                                              | Cộng hòa Séc                                        | 9 tháng 3, 2024                                     | Trung tâm Hội nghị World Jio, Mumbai                | Ấn Độ                                               | 112                                                 |                                                     |                                                     |                                                     |                                                     |
| 2024 | Cuộc thi không tổ chức                              | Cuộc thi không tổ chức                              | Cuộc thi không tổ chức                              | Cuộc thi không tổ chức                              | Cuộc thi không tổ chức                              | Cuộc thi không tổ chức                              | Cuộc thi không tổ chức                              | Cuộc thi không tổ chức                              | Cuộc thi không tổ chức                              | Cuộc thi không tổ chức                              |
| 2025 | Thứ 72                                              | Thái Lan                                            | 31 tháng 5                                          | Trung tâm Triển lãm HITEX, Hyderabad                | Ấn Độ                                               | 108                                                 |                                                     |                                                     |                                                     |                                                     |
| 2026 | Thứ 73                                              |                                                     |                                                     |                                                     |                                                     |                                                     |                                                     |                                                     |                                                     |                                                     |

## Số lần tổ chức của các quốc gia và vùng lãnh thổ
| Quốc gia/Vùng lãnh thổ               | Số lần | Năm                                                 |
| ------------------------------------ | ------ | --------------------------------------------------- |
| Vương quốc Anh                       | 45     | 1951–1988, 1990, 1999, 2000, 2002, 2011, 2014, 2019 |
| Trung Quốc                           | 9      | 2003–2005, 2007, 2010, 2012, 2015, 2017–2018        |
| Nam Phi                              | 7      | 1992–1995, 2001, 2008–2009                          |
| Seychelles                           | 3      | 1996[A], 1997, 1998                                 |
| Ấn Độ                                | 3      | 1996, 2023, 2025                                    |
| Hoa Kỳ                               | 2      | 1991, 2016                                          |
| Puerto Rico                          | 1      | 2021                                                |
| Indonesia                            | 1      | 2013                                                |
| Ba Lan                               | 1      | 2006                                                |
| Maldives                             | 1      | 2000[A]                                             |
| Các Tiểu vương quốc Ả Rập Thống nhất | 1      | 1995[A]                                             |
| Hồng Kông                            | 1      | 1989                                                |

A  Tổ chức một phần cuộc thi.